# گرسدورف
گرسدورف (به فرانسوی: Gœrsdorf) یک کمون در فرانسه با جمعیت ۱٬۱۲۰ نفر است که در Canton of Wœrth واقع شده‌است.